# Theresiaanse compromis
Het Theresiaanse compromis, genoemd naar Maria Theresia van Oostenrijk, kwam neer op het toekennen aan de Zuidelijke Nederlanden van een hoge mate van zelfbestuur in ruil voor een betere greep van het centrale bestuur op de overheidsfinanciën en hogere belastingopbrengsten. Het zette, dankzij capabele ministers en raadgevers, de eerste stappen naar de modernisering, centralisatie en secularisering van de Zuidelijke Nederlanden.